# Magniezia studiosorum
Magniezia studiosorum là một loài chân đều trong họ Stenasellidae. Loài này được Sket miêu tả khoa học năm 1969.